# Distretto di Wumahe
Il distretto di Wumahe (乌马河区S, Wūmǎhé QūP) è un distretto della Cina, situato nella provincia di Heilongjiang e amministrato dalla prefettura di Yichun.